# ホリデーシリーズ
「ホリデー」シリーズは坂木司による『ワーキング・ホリデー』を第1作とする推理小説ならびにシリーズ作品。

## 概要
かつて一時を共にした彼女神保由希子（じんぼ ゆきこ）と別居後、ホストクラブ「クラブ・ジャスミン」でホストの仕事に就いていた沖田大和（おきた やまと）と、 仕事場のホストクラブに突然現れ、11年ぶりの再会を果たした実子・神保進（じんぼ すすむ）との、『ワーキング・ホリデー』は夏休みもしくは春休み、『ウィンター・ホリデー』は冬休み - ホワイトデーを経た、春を感じる期間中に触れ合う日々、ならびにホストクラブを辞めた沖田が新興の運送会社「ハニービー・エクスプレス」でリヤカー引きの待遇ながら仕事を学び、同僚や顧客と触れ合い、上司として後続の新人を指導し、所長から社内免許取得をすすめられるまでの沖田、その沖田の姿勢に揺れる進の成長を描く。『ホリデー・イン』は、沖田以外の登場人物たち（進、雪夜、ナナ、大東、ジャスミン）の視点で、沖田は各人からの視点として描かれる『ワーキング・ホリデー』『ウィンター・ホリデー』スピンオフ作品。1作目『ワーキング・ホリデー』は、これまで坂木作品が6冊ある中の作品になり、後に漫画化、映画化、シリーズ出版社文藝春秋による自社主催「夏の青春フェア2016」に選定された。日本国外の一部制度締結国へ海外留学するための制度『ワーキング・ホリデー』とは「ホリデー（休日）」に関する用語である以外、関連はない。坂木本人は沖田の「働く（ワーキング）」と進の「休み（ホリデー）」を足したものだと述べている。シリーズ累計は『ホリデー・イン』文春文庫版第1刷時点で26万部。『ホリデー・イン』文春文庫版は、オリコン2017年4月17日付（集計期間2017年4月3日 - 2017年4月9日）週刊ランキング文庫部門第18位を記録した。
坂木別作品の関連として「ひきこもり探偵」シリーズ（東京創元社）に登場する同姓同名の人物木村栄三郎（きむら えいざぶろう）が、台東区住まい、荷物を「頭飾品」とする顧客として登場。『切れない糸』（東京創元社）、『和菓子のアン』（光文社）とは舞台設定、『先生と僕』（双葉社）、『シンデレラ・ティース』（光文社）続編『ホテルジューシー』（角川書店）とは、『ワーキング・ホリデー』を出版した文藝春秋と出版社3社連動の作品企画で関連している。
企画でプレゼントされた書き下ろしの掌編小説『ホリデーとホテルと僕』は、『ワーキング・ホリデー』『ホテルジューシー』『先生と僕』単行本版の初版に小冊子として挟み込まれ、後に『ワーキング・ホリデー』『先生と僕』文庫版に収録された。作品は全3章構成で、第1章が『ワーキング・ホリデー』、第2章が『ホテルジューシー』、第3章が『先生と僕』の内容となっていて、『ワーキング・ホリデー』の沖田が大学の研究室へ持ってきた荷物を、荷物を送って東京へ帰ってきた『ホテルジューシー』主人公柿生浩美（かきお ひろみ）が受け取って大学の「推理小説研究会」へ送り、『先生と僕』主人公伊藤二葉（いとう ふたば）の先輩を経て『先生と僕』の特徴である『まだらの紐』『配達あかずきん』のミステリー小説紹介と共に伊藤の手元と渡る作品となっている。『ワーキング・ホリデー』には、第1章のみが章題なしで収録されている。『ホリデー・イン』文庫文庫版第1刷には、前作参加の3社に東京創元社を加えた4社合同企画、ならびに作者坂木作家生活15周年を記念を兼ねた書き下ろし作『ホリデーが肉だと先生が困る』が第1刷限定、文庫内に折込の付録として収録、企画最終作の第4作目『何が困るかって』創元推理文庫版に一括で書籍収録された。
『ウィンター・ホリデー』文庫版後書きで坂木が述べた東日本大震災での宅配便業者活躍の話題は『和菓子のアン』続編『アンと青春』でも、商品を紹介するウェブサイト上で放射線量記載に関する話題として採り上げられた。ジャスミンの「おかま」設定は、後に自称「トランスジェンダー」の主人公小川幹生（おがわ みきお）と、出会った高校時代の親友後藤（ごとう）との同居生活を描いた『女子的生活』（新潮社）に生かされた。

## あらすじ
本編の『ワーキング・ホリデー』『ウィンター・ホリデー』のみを記載する。スピンオフ作『ホリデー・イン』については登場人物「ジャスミン」「大東」「武藤」「雪夜」「ナナ」「マキ」「神保進」「コウタ」「セリナ」を参照。

### ワーキング・ホリデー
7月（映画版は春休み）、主人公のホスト沖田大和（おきた やまと）は、ホストクラブ「クラブ・ジャスミン」で「ドンペリ」のコールが掛かる中、自身と雪夜を指名してくれた常連客ナナの接客にあたっていた。その接客中の沖田の前に突然1人の小学生が現れた。小学生は沖田を「父」と呼び、「神保進（じんぼ すすむ）」と自己紹介の挨拶を行った。同日、沖田が住まいとする寮に案内された進は、しばらくの間、沖田との共同生活を提案する。息子の存在、その職場への突然の訪問に沖田は混乱し抵抗を試みるも、進が退かない意志を示したことに観念、抵抗する中で進の弱味を握り、改善の提案を進が呑んだことで進の滞在を了承することにした。
再会も束の間、沖田は「クラブ・ジャスミン」店内で暴力を振るい、責任をとってオーナーのジャスミンから「クラブ・ジャスミン」を解雇される。次の就職先は「クラブ・ジャスミン」オーナーの紹介による新進の配送会社「ハニービー・エクスプレス」だった。ミニバンの自動車を備え、沖田自身も自動車を運転できる中、沖田に示された車は車種の分類上、会社的に助かる特性を備えたリヤカーだった。沖田は不安に駆られながらも、進を胸に覚悟を決める。

### ウィンター・ホリデー
11月、沖田の携帯電話に『ワーキング・ホリデー』終盤での別れの後しばらく会っていなかった進から、冬休みに再び沖田の下を訪れる旨の連絡メールが届いたことに関する騒動が起こった。
12月、同年の冬休みに再び進が沖田の下を訪れた。一方「ハニービー・エクスプレス」には、アルバイトの新人が1人入ることになった。沖田は新人アルバイト大東（だいとう）とコンビを組むと共に、大東の教育を任される。

## 登場人物

### 主要人物
沖田大和（おきた やまと）
主人公。付き合っていた彼女の由希子と結ばれ、常日頃行っていた由希子へのからかいにヘルメット未着用でバイクをスラローム走行して運転している最中、軽自動車と衝突し入院。退院間近に由希子に放った冗談に由希子は失踪。以後ジャスミンに拾われ、ホストとしての才能を買われ映画と読書の課題を与えられて自身が経営するホストクラブ「クラブ・ジャスミン」のホストとして働いていた。進と再会し、進を授かったことを知った翌日、自身を指名した女性客じゅりを殴り「クラブ・ジャスミン」を解雇。その後ジャスミンのすすめで宅配便会社「ハニービー・エクスプレス」に入社。『ウィンター・ホリデー』では大東と組み、連携をはかりながら指導にあたる。名前の由来は『宇宙戦艦ヤマト』に登場する架空の戦艦「ヤマト」艦長沖田十三から。
神保進（じんぼ すすむ）
沖田の実子。年齢は由希子が沖田の下を離れた年月を遡って推定10歳か11歳。母親姓の神保を名乗っている。小学校5年生。母・由希子から死んだと聞かされていた父親の生存を母子手帳に挟んであった不良時代の沖田の写真から知り、「クラブ・ジャスミン」を訪ねる。掃除や料理の家事が得意な一方、クラスメイトからは「お母さん」の渾名で、からかわれている。元ホストの沖田から異性にもてるノウハウを知りたい進と、父親としての威を守りたい沖田の利害が一致し、沖田の自宅で暫くの間滞在することを承諾する。出会った当初は沖田のことを「大和さん」と呼んでいたが、次第に沖田の挨拶に訪れた際の呼称でもある「お父さん」になっていく。『ホリデー・イン』では、沖田を訪ねるまでの母・由希子との共同生活の様子が描かれる。名前の由来は沖田の連想に同じく『宇宙戦艦ヤマト』の主人公古代進から。
神保由希子（じんぼ ゆきこ）
進の母。沖田のバイク事故に愛想を尽かして進とともに暮らしている。事務職に就いている一方で帰りが遅く、進が家事をつとめている理由を作った。怒ると沖田と進が怯む程怖い一面を持つ。

### クラブ・ジャスミンの関係者
沖田が「ハニービー・エクスプレス」入社後も、沖田のホスト時代関係者として『ウィンター・ホリデー』『ホリデー・イン』に登場する。
雪夜（ゆきや）
沖田のホスト時代同僚。指名客の名は忘れないプロ意識の持ち主。オープンカーを所有している。『ウィンター・ホリデー』では、進に沖田の近況を携帯メールで伝えている。『ホリデー・イン』では、完璧さが自慢の一方で、本人は割り切れるものではないと自己嫌悪し、他人からの完璧評価には不快感を示す一面も見せる姿が描かれる。
ナナ
「クラブ・ジャスミン」の常連客。雪夜の上客。関東近郊に住み、東京に来ては「クラブ・ジャスミン」を訪れる。裕福な家庭に育ち、お金には苦労していない。親は共働きで放任生活をおくる一方、本人は寂しさを感じている。独り身に同じ境遇をおくる進の幸せを願い、突然の来訪に進の扱いが分からない沖田と衝突する。『ホリデー・イン』では、高校生の時代、仲良くなった「マキ」との出会いを経て高校中退後「クラブ・ジャスミン」の常連客、雪夜の上客になり、林との出会いまでの経緯が描かれる。
マキ
『ホリデー・イン』に登場。ナナが中学の頃の知り合い高校時代まで一緒だった女性。ナナに彼氏がいることを知り、暴力をもってナナの彼氏に問い詰めた後、ナナから離れる。
ジャスミン
ホストクラブ「クラブ・ジャスミン」の経営者。沖田に解雇通告するも、昼の人間としての適性を見抜き、自身がオーナーをつとめ、同級生の鬼頭がつとめるハニービー・エクスプレスへ沖田を斡旋した。おかま。鬼頭は「坊ちゃん」、沖田は「彼女」と呼んでいる。『ホリデー・イン』では、沖田、進、雪夜と関わる経緯が描かれる。

### クラブ・ジャスミンの顧客
じゅり
沖田を指名した客の1人。沖田の他、雪夜へも指名経験がある。クラブ・ジャスミンの近くにあるホストクラブ「J」のホストへプレゼントを贈り続けていた。資金稼ぎとしてAVに出演。打ち明けた沖田に殴られ、クラブ・ジャスミンを後にする。

### ハニービー・エクスプレスの関係者
地域密着の配送会社。住民からは「ハチさん便」の愛称で知られている。社用車としてミニバンを所有するが沖田には2006年の道路交通法改正による対策として用意されたリヤカー「ハニービー・キャリー」が貸与されている。ハニービー・キャリーは後に自転車に乗って牽引する形に改良された。鬼頭は「バージョン2」、沖田は『ウィンター・ホリデー』で「ハニービー・キャリー2号」と呼んでいる。荷物の受け渡しや支払いを代金引換とした場合の集金、本社から渡された商品の販売も行い、金銭が絡む代金引換は正社員が応対、地域に密着した活動として、パトロール、地元イベントへの参加も行う。刈沢、林、岩尾は、坂木が取材したヤマト運輸の知人がモデル。
鬼頭（きとう）
ハニービー・エクスプレス支店長。ジャスミンの同級生。従業員からの渾名は「ボス」、ジャスミンからの渾名は「オニー」、沖田からはゴリラのような体格から「ゴリ」。
刈沢（かりさわ）
沖田のパートナー。渾名は「リカさん」で、理系の風体から。その風体に反さない人当たりのよい接客を行い、反する本社への不満を事務所内で口にする。沖田が最初に組んだ相手。沖田に付き添いつつ、一連の流れを指導した。
林（はやし）
沖田のパートナー。渾名は「コブちゃん」で、自身は林家こぶ平に似ている、鬼頭は小太りの風体から。フィギュア収集の趣味を持ち、自宅で地域を再現したジオラマを展開している。鬼頭からは自宅でフィギュアを用いた儀式でも開いているのかと恐れられている。沖田を助けた際に現場に居合わせたナナからは『ナチョ・リブレ』に出てくる小太りのタイツ男に似ている、と言われている。林の方も意中の女性の特徴を沖田に打ち明けて呆れさせた。
岩尾（いわお）
シルバー枠で採用されているアルバイト。メール便を担当。渾名は「イワさん」。配送には自転車を使用。進と同じくらいの孫がいる。
三木本（みきもと）
岩尾の代理で同じくメール便を担当するアルバイト。大学への通学と掛け持ちで勤務している。渾名は「ミキティ」。商店街のイベントでは交通安全に関する紙芝居の読み聞かせを行った。
大東（だいとう）
『ウィンター・ホリデー』より登場。沖田の下で指導を受けることになる新入りのアルバイト従業員。断ることが苦手。『ホリデー・イン』では、交通事故で介護生活をおくる母親と、その中で出会った女性武藤との触れ合いが描かれる。
武藤（むとう）
『ホリデー・イン』に登場。大東の母親を担当する女性。大柄な体格で、大東から問われた際、小声でプロレスをやっていたと述べた。大東からは「プロレスのムタ」のようだとし、以後大東からは「ムタさん」と呼ばれている。

### ハニービー・エクスプレスの依頼主
名前のある、物語に絡む主要人物のみを記載する。
鈴木孝子（すずき たかこ）
『ワーキング・ホリデー』に登場。小学校の先生で、シュンとヒデトは生徒にあたる。沖田のホスト時代の顧客。進が沖田と衝突し沖田の自宅を飛び出した際には、沖田に対し、シュンとヒデトへ行方を探ってみると沖田へ約束した。
根岸（ねぎし）
『ウィンター・ホリデー』に登場する老婦人。夫と2人暮らしで子供夫婦は海外旅行に出掛けている。岩下への口約束からおせちの調理を行うも苦戦する大東を、進、シュン、ヒデトと共に手伝う。
岩下（いわした）
『ウィンター・ホリデー』に登場。おせちの配送を依頼。海外に出掛けていて正月までに帰ってくる息子夫婦へ故郷の料理を食べてもらいたいと思っている。
金田まり
『ウィンター・ホリデー』に登場。読みは不明。バレンタインチョコの配送を依頼した女子中学生。自身が手配した荷物を沖田のハニービー・キャリー2号から見つけると、荷物を取り上げ、依頼の取り下げとともにゴミ箱に捨てた。

### 進の関係者
シュン、ヒデトは進の友達となった後、コウタとは沖田と出会ってから、沖田の私塾「沖田大和モテモテ男塾」の生徒になる。
シュン
『ワーキング・ホリデー』『ウィンター・ホリデー』に登場。名字は斉藤。恰幅がよい。進、ヒデトと騒動を起こし仲直りした後、3人で少年探偵団を結成する。
ヒデト
『ワーキング・ホリデー』『ウィンター・ホリデー』に登場。名字は中井。色白。
コウタ
『ウィンター・ホリデー』『ホリデー・イン』に登場。進のクラスメイト。元ホストの沖田から性体験を聞き出そうとした「エロガキ」。バレンタインデーが近付きセリナに想いを伝えるべく、進を通して、クラスの皆に知られるのは嫌だが、セリナに好きな想いを伝えるのには、どうしたらいいかと沖田を訪ねる。
セリナ
『ウィンター・ホリデー』『ホリデー・イン』に登場。コウタの想い相手。『ホリデー・イン』では、家庭の事情に悩む進をコウタと共に擁護する。

### 沖田の不良時代関係者
沖田の不良時代の後輩達。『ワーキング・ホリデー』ではホスト前の境遇として触れるのみで、沖田以外の関係者が直接物語に絡んでくるのは『ウィンター・ホリデー』から。不良を辞めてからは沖田のホスト後に宅配瓶業者から教師、サクライの和菓子屋まで様々な職に就いている。
サクライ
沖田の後輩の1人で『ウィンター・ホリデー』で結婚式に呼んだ相手。「棘のある桜」として知られた元レディース。沖田を結婚式に呼んだ当時、和菓子屋に勤務。進の捜索に、かつての不良仲間たちを呼び集めようと思い浮かべた際に沖田が最初に思い浮かべた相手。坂木が謝辞を述べた解説の吉田伸子は『和菓子のアン』に登場した女性が『ウィンター・ホリデー』にも登場していると述べている。

## 書誌情報
- 『ワーキング・ホリデー』2007年6月30日第1刷発行（2007年6月27日発売[18]）、ISBN 978-4-16-326120-1 - 単行本
  - 『ワーキング・ホリデー』2010年1月10日第1刷発行（2010年1月8日発売[19]）、ISBN 978-4-16-777333-5 - 文春文庫
- 『ウィンター・ホリデー』2012年1月25日第1刷発行（2012年1月24日発売[20]）、ISBN 978-4-16-381140-6 - 単行本
  - 『ウィンター・ホリデー』2014年11月10日第1刷発行（2014年11月7日発売[3]）、ISBN 978-4-16-790217-9 - 文春文庫
- 『ホリデー・イン』2014年5月25日第1刷発行（2014年5月27日発売[4]）、ISBN 978-4-16-390067-4 - 単行本
  - 『ホリデー・イン』2017年4月10日第1刷発行（2017年4月7日発売[11]）、ISBN 978-4-16-790824-9 - 文春文庫

| 作品名               | 掲載号                    |
| -------------------- | ------------------------- |
| ワーキング・ホリデー | 2006年7月号 - 2007年5月号 |
| ウィンター・ホリデー | 2008年11月号              |
| ウィンター・ホリデー | 2009年5月号               |
| ウィンター・ホリデー | 2010年3月号               |
| ウィンター・ホリデー | 2011年11月号              |
| ホリデー・イン       | 2012年5月号               |
| ホリデー・イン       | 2012年11月号              |
| ホリデー・イン       | 2013年3月号               |
| ホリデー・イン       | 2013年5月号               |
| ホリデー・イン       | 2013年9月号               |
| ホリデー・イン       | 2014年1月号               |

掲載誌は全て別册文藝春秋。

## メディアミックス

### 映画
1作目『ワーキング・ホリデー』が2012年11月17日、同名タイトルでシネマート新宿他より公開。テレビドラマ『ゴタ消し』の制作陣が制作。第4回沖縄国際映画祭出品作。2012年11月7日、音楽を手掛けた松下が率いるM-Swift名で2枚組アルバム「WORKS」の1枚目収録内容としてオリジナルサウンドトラックが発売。2013年3月6日、DVD版が発売。
原作小説・漫画版からの主な違いとして、進が沖田を訪ねている期間が夏休みから春休み、沖田が店内で暴力を振るい解雇される経緯は、じゅりを諭そうとして誤って殴ってしまった経緯が店内で雪夜の上客を横取りした同僚と殴り合う経緯へ、原作小説で装幀の石川が考案した「ハニービー・エクスプレス」ロゴは映画版独自のロゴへ差し替え、「ハニービー・エクスプレス」入社後は、鬼頭以外の従業員と連携することはない、最後に進に渡すプレゼントがシルバーアクセサリーから7万円台のバッグへ、進を捜す際に遭遇した高校生達が進に渡そうとしたプレゼントを奪い沖田に殴り返されるシーンは削除、沖田と喧嘩後家を飛び出し、見つけた進を匿う相手と場所が、林の自宅からナナが普段行きつけとしているビルの屋上へ変更されている。原作小説で使われた「男塾」用語は使われていない一方で『曉!!男塾 青年よ、大死を抱け』ジャンプコミックスデラックス版背表紙を沖田自宅の本棚より確認できる。
坂木は、撮影現場に見学し、監督岡本と交わしたジャスミン役ゴリへの演技指導に関する経緯が『ホリデー・イン』執筆に繋がった、と『ホリデー・イン』単行本版後書きで述べている。

#### キャスト
- 沖田大和 - AKIRA
- 神保進 - 林遼威
- 雪夜 - 綾野剛
- ナナ - 逢沢りな
- 糸川武彦 - 近江谷太朗
- 糸川の妻 - 桜井明美
- 刈沢 - 吉岡扶敏
- 糸川マサエ - 青木道子
- 山田梨乃 - 小田切恵子
- 「ハニービー・エクスプレス」従業員 - 高仁和絵
- 糸川ヒロキ - 須田瑛斗
- 雪夜の上客 - 大山ルミ
- 同僚ホスト - 永田彬
- 「ハニービー・エクスプレス」利用者 - 出雲阿国
- デンペー
- 児玉智洋
- 佐藤洋平
- 早瀬かな[29]（ノンクレジット）
- 彩子 - 忽那汐里（友情出演）
- 成三郎 - 西野亮廣（友情出演）
- 神保由希子 - ちすん
- 鬼頭 - ほんこん
- ジャスミン - ゴリ

#### スタッフ
- 原作 - 坂木司『ワーキング・ホリデー』(文春文庫）
- 制作代表 - 齋藤敬、水谷暢宏
- 制作統括 - 藤門浩之、岡本昭彦
- プロデューサー - 堀口良則、勝田恒次、小泉守、仲良平、佐野篤
- 監督 - 岡本浩一
- 助監督 - 柿沼竹生
- 脚本 - 山岡真介
- 音楽 - 松下昇平
- 撮影 - 平田修久
- 編集 - 木谷端
- 宣伝協力 - トラヴィス
- 取材協力 - ヤマト運輸
- 制作プロダクション - トータルメディアコミュニケーション
- 企画・製作 - 読売テレビ、吉本興業
- 配給 - よしもとクリエイティブ・エージェンシー

### 漫画
月刊コミックブレイドアヴァルス2008年12月号に倫敦巴里子（ろんどん ぱりこ）名で1話を掲載。次回以降展開を倫敦巴里子名、コミックスで描き下ろし、2009年1月10日発売を予告。2009年3月、こやまあやこ名、コミックブレイドアヴァルスレーベルでマッグガーデンよりコミックス発売。全10話。全2巻。坂木作品が漫画化された最初の作品。
各話サブタイトルは坂木漫画化作品後続の漫画版『青空の卵』『和菓子のアン』のように原作小説のサブタイトルを使用せず独自のサブタイトルを使用。ジャスミンのデザインは坂木と相談の上決定した。
- 坂木司（原作）・こやまあやこ（作画）『ワーキング・ホリデー』マッグガーデン〈コミックブレイドアヴァルス〉、全2巻
  1. 2009年3月25日第1刷発行（2009年3月10日発売[32]）、ISBN 978-4-86127-583-8
  2. 2009年9月25日第1刷発行（2009年9月10日発売[33]）、ISBN 978-4-86127-654-5